# Kanton Moulins-1
Der Kanton Moulins-1 ist ein französischer Wahlkreis im Département Allier in der Region Auvergne-Rhône-Alpes. Er umfasst sechs Gemeinden und den Westteil der Stadt Moulins im Arrondissement Moulins. Durch die landesweite Neuordnung der französischen Kantone wurde er 2015 neu geschaffen. Er ersetzt den alten Kanton Moulins-Ouest.

## Gemeinden
Der Kanton besteht aus sieben Gemeinden und Gemeindeteilen mit insgesamt 17.551 Einwohnern (Stand: 1. Januar 2022) auf einer Gesamtfläche von 122,93 km²:
| Gemeinde         | Einwohner 1. Januar 2022 | Fläche km² | Dichte Einw./km² | Code INSEE | Postleitzahl |
| ---------------- | ------------------------ | ---------- | ---------------- | ---------- | ------------ |
| Aubigny          | 146                      | 17,14      | 9                | 03009      | 03460        |
| Avermes          | 4.109                    | 15,60      | 263              | 03013      | 03000        |
| Bagneux          | 339                      | 24,87      | 14               | 03015      | 03460        |
| Coulandon        | 634                      | 17,06      | 37               | 03085      | 03000        |
| Montilly         | 496                      | 22,09      | 22               | 03184      | 03000        |
| Moulins          | 10.340                   | 7,14       | 1.448            | 03190      | 03000        |
| Neuvy            | 1.487                    | 19,03      | 78               | 03200      | 03000        |
| Kanton Moulins-1 | 17.551                   | 122,93     | 143              | 0313       | –            |

1. ↑   Nur der nördliche Teil der Gemeinde, der Rest gehört zum Kanton Moulins-2.

## Politik
| Vertreter im Départementsrat | Vertreter im Départementsrat         | Vertreter im Départementsrat |
| Amtszeit                     | Namen                                | Partei                       |
| ---------------------------- | ------------------------------------ | ---------------------------- |
| 2015–2021                    | Alain Denizot Eliane Huguet          | PS                           |
| 2021–                        | Julien Carpentier Cécile de Breuvand | DVD                          |